# Primera División 1949 (Uruguay)
Het seizoen 1949 van de Primera División was het 45e seizoen van de hoogste Uruguayaanse voetbalcompetitie. De competitie liep van 21 augustus tot 23 december 1949

## Teams
Er namen tien ploegen deel aan de Primera División tijdens het seizoen 1949. Omdat het vorige seizoen niet was afgemaakt door een spelersstaking vond er geen promotie en degradatie plaats tussen de Primera División en de Primera B. Aan de competitie deden dus dezelfde ploegen mee als in 1948.
| Club                      | Stad       | Stadion                              | Vorig seizoen (1947) | Vorig seizoen (1948) |
| ------------------------- | ---------- | ------------------------------------ | -------------------- | -------------------- |
| Central FC                | Montevideo | Estadio Parque Palermo               | 7e                   | 7e                   |
| CA Cerro                  | Montevideo | Parque Demetrio Arana                | 8e                   | 10e                  |
| Danubio FC                | Montevideo | Parque Forno                         | 1e (1ª B)            | 9e                   |
| CA Defensor               | Montevideo | Parque Rodó                          | 4e                   | 6e                   |
| Liverpool FC              | Montevideo | Estadio Belvedere                    | 6e                   | 5e                   |
| Montevideo Wanderers FC   | Montevideo | Estadio Parque Alfredo Víctor Viera  | 9e                   | 8e                   |
| Club Nacional de Football | Montevideo | Estadio Centenario                   | 1e                   | 1e                   |
| CA Peñarol                | Montevideo | Estadio Centenario                   | 2e                   | 2e                   |
| Rampla Juniors FC         | Montevideo | Parque Nelson                        | 3e                   | 4e                   |
| CA River Plate            | Montevideo | Estadio Parque Federico Omar Saroldi | 5e                   | 3e                   |

## Competitie-opzet
Alle clubs speelden tweemaal tegen elkaar. De ploeg met de meeste punten werd kampioen. De ploeg die laatste werd degradeerde naar de Primera B.

### Kwalificatie voor internationale toernooien
Er waren geen internationale toernooien waar Uruguayaanse ploegen zich dit seizoen voor plaatsten.

### Torneo Competencia en Torneo de Honor
Voorafgaand aan het seizoen werd het Torneo Competencia gespeeld tussen de ploegen in de Primera División. Dit toernooi werd gewonnen door CA Peñarol. Ook werd er gestreden om het Torneo de Honor. Deze prijs werd uitgereikt aan de ploeg die het beste presteerde in het Torneo Competencia en in de eerste seizoenshelft van de Primera División.
In totaal speelden de tien ploegen dit seizoen driemaal tegen elkaar. De eerste ontmoeting telde mee voor het Torneo Competencia en het Torneo de Honor, de tweede ontmoeting voor de Primera División en het Torneo de Honor en de laatste ontmoeting enkel voor de Primera División.

### Eerste seizoenshelft
CA Peñarol en CA River Plate - die vorig seizoen tweede en derde stonden op het moment dat de competitie was afgebroken - wonnen hun eerste twee wedstrijden. Titelverdediger Club Nacional de Football (vorig seizoen ongeslagen koploper toen de competitie werd gestaakt) speelde in de tweede speelronde gelijk tegen Rampla Juniors FC en stond na twee duels op de derde plek. Op 4 september stonden Peñarol en River Plate tegenover elkaar. Dit eindigde in een 3–0 zege voor Peñarol, dat daardoor alleen aan de leiding bleef.
River Plate zakte vervolgens wat weg, nadat ze ook van Central FC en Nacional verloren. Nacional bleef hierdoor in het spoor van Peñarol; na vijf speelrondes hadden ze nog altijd maar een verliespunt minder dan de koploper. CA Cerro stond derde en CA Defensor bezette de laatste plek met slechts één punt. Een week later won Peñarol met 6–0 van Montevideo Wanderers FC. Omdat ze het Torneo Competencia met ruime voorsprong hadden gewonnen, waren ze door deze overwinning ook al zeker van winst in het Torneo de Honor. Nacional speelde gelijk tegen Danubio FC en hierdoor vergrootte Peñarol ook hun voorsprong in de competitie.
Op 9 oktober stonden Peñarol en Nacional tegenover elkaar. Een eind in de eerste helft kwam Peñarol op voorsprong door een doelpunt van Alcides Ghiggia. Enkele minuten later kregen de Aurinegros een strafschop. Het schot van Óscar Míguez werd gekeerd door doelman Aníbal Paz, maar Ernesto Vidal scoorde in de rebound de 2–0. Nacional protesteerde hiertegen omdat Vidal te vroeg zou zijn ingelopen. Scheidsrechter Horacio Bochetti keurde het doelpunt echter goed en Nacional-speler Eusebio Tejera werd weggestuurd. Nog voor rust moest Nacional nog een speler missen: Walter Gómez werd ook weggestuurd nadat hij de scheidsrechter aanviel. Met de rust stond Peñarol dus met 2–0 voor en hadden ze twee spelers meer. Nacional was ontevreden over de arbitrage en besloot de tweede helft niet meer te spelen. Hierdoor kreeg Peñarol de zege toegekend. Hiermee eindigde voor Nacional een reeks van 27 competitiewedstrijden zonder nederlaag.
Een week later speelde Peñarol in de laatste wedstrijd van de eerste seizoenshelft met 2–2 gelijk tegen Rampla Juniors. Het was de eerste officiële wedstrijd in het seizoen (inclusief het Torneo Competencia) die ze niet wonnen. Halverwege de competitie hadden de Aurinegros drie punten meer dan rivaal Nacional. Rampla Juniors stond derde, met twee punten minder dan Nacional en twee meer dan nummer vier River Plate. De rode lantaarn was nog altijd voor Defensor, dat twee punten had.

### Tweede seizoenshelft
De gehele top-vier won hun eerste wedstrijd in de terugronde en Peñarol en River Plate wonnen ook de tweede wedstrijd. Nacional en Rampla Juniors speelden die ronde gelijk tegen elkaar. Rampla Juniors deelde vervolgens ook de punten met Montevideo Wanderers en Liverpool FC, terwijl Peñarol (onder meer tegen River Plate) en Nacional in die speelrondes wel wonnen. Hierdoor had Peñarol met nog vijf wedstrijden te spelen een voorsprong van vier punten op Nacional en acht punten meer dan Rampla Juniors.
Defensor had inmiddels hun eerste overwinning behaald, maar omdat degradatieconcurrent Central een ronde later ook won bleef het verschil tussen deze ploegen vier punten. In de vijftiende speelronde speelden ze tegen elkaar en deze wedstrijd eindigde in een gelijkspel. Peñarol leed in diezelfde week hun tweede puntverlies (gelijkspel tegen Montevideo Wanderers), maar ook Nacional en Rampla Juniors speelden gelijk, dus de onderlinge verhoudingen bleven intact. River Plate was die ronde (tegen Liverpool) de enige ploeg die een overwinning behaalde.
De zestiende speelronde leverde geen verrassingen op (de top-vier won, terwijl bijna alle ploegen in het rechterrijtje verloren). Hierdoor konden de beslissingen in de titelstrijd en de strijd tegen degradatie op de een-na-laatste speeldag vallen. Om nog kans te maken op handhaving moest Defensor de laatste twee wedstrijden winnen en Central tweemaal verliezen. Central speelde echter gelijk tegen Liverpool en Defensor verloor zelf van Danubio. La Viola was de vorige vijf kampioenschappen in de top-vier geëindigd, maar in 1949 eindigden ze als laatste. Hierdoor eindigde hun periode van meer dan twintig seizoenen onafgebroken in de Primera División.
In de strijd om de landstitel namen Peñarol en Nacional het tegen elkaar op. Peñarol werd kampioen als ze niet zouden verliezen en slaagde hierin door Nacional met 4–3 te verslaan. Het was hun zeventiende landstitel, de eerste sinds 1945. Bovendien waren ze ook de eerste ploeg die het Torneo Competencia, Torneo de Honor en de landstitel in hetzelfde seizoen wonnen. Op de laatste speeldag behielden ze hun ongeslagen status, door van Rampla Juniors te winnen. In alle officiële toernooien speelden de Aurinegros dit jaar 27 wedstrijden, waarvan ze er 25 wonnen en twee gelijkspeelden. De tweede plaats in het eindklassement bleef in handen van Nacional en Rampla Juniors behield hun derde plek. De nederlaag tegen Peñarol was wel hun enige verliespartij in de competitie; ze wonnen slechts zes wedstrijden, maar omdat ze meer dan de helft gelijkspeelden konden de Picapiedras toch in de top-drie eindigen. Danubio speelde hun eerste volledige competitie op het hoogste niveau en eindigde op de zesde plek.

### Eindstand
|     | Club                      | Sp. | W  | G  | V  | Pnt. | DV | DT | DS  |
| --- | ------------------------- | --- | -- | -- | -- | ---- | -- | -- | --- |
| 01. | CA Peñarol                | 18  | 16 | 2  | 0  | 34   | 62 | 17 | +45 |
| 2.  | Club Nacional de Football | 18  | 12 | 4  | 2  | 28   | 48 | 28 | +20 |
| 3.  | Rampla Juniors FC         | 18  | 6  | 11 | 1  | 23   | 27 | 18 | +9  |
| 4.  | CA River Plate            | 18  | 10 | 1  | 7  | 21   | 36 | 35 | +1  |
| 5.  | CA Cerro                  | 18  | 7  | 3  | 8  | 17   | 31 | 35 | –4  |
| 6.  | Danubio FC                | 18  | 4  | 7  | 7  | 15   | 27 | 32 | –5  |
| 7.  | Montevideo Wanderers FC   | 18  | 4  | 5  | 9  | 13   | 25 | 38 | –13 |
| 8.  | Liverpool FC              | 18  | 3  | 7  | 8  | 13   | 19 | 29 | –10 |
| 9.  | Central FC                | 18  | 3  | 4  | 11 | 10   | 20 | 42 | –22 |
| 10. | CA Defensor               | 18  | 1  | 4  | 13 | 6    | 28 | 49 | –11 |

### Legenda
| Kleur | Kwalificatie voor              |
| ----- | ------------------------------ |
|       | Degradatie naar Primera B 1950 |

| Winnaar Primera División 1949 |
| ----------------------------- |
| CA Peñarol 17e titel          |

#### Topscorers
Óscar Míguez van landskampioen CA Peñarol werd topscorer met twintig treffers. Het was het tweede jaar op rij dat hij het meeste doelpunten maakte.
| №  | Speler       | Club       | Goals |
| -- | ------------ | ---------- | ----- |
| 1. | Óscar Míguez | CA Peñarol | 20    |